# Mau Bokul
Mau Bokul is een bestuurslaag in het regentschap Oost-Soemba van de provincie Oost-Nusa Tenggara, Indonesië. Mau Bokul telt 1570 inwoners (volkstelling 2010).